# Календарь для Путина

Студентка 5-го курса факультета журналистики МГУ Лена Горностаева в нижнем белье. Календарь для Путина, март

Календарь для Путина — помесячный календарь на 2011 год, созданный студентками факультета журналистики МГУ. На каждой из 12 страниц размещена фотография девушки в нижнем белье. Рядом с ними находятся подписи эротического содержания, такие как «Всем бы такого мужчину» и «Леса потушили, а я всё ещё горю!», обращённые к российскому политику Владимиру Путину.

## Суть
Календарь был опубликован в октябре 2010 года как подарок на 58-летие Путина, в тот момент — премьер-министра, а до этого — дважды президента. Он был размещён в своём блоге пресс-секретарём прокремлёвского молодёжного движения «Наши» Кристиной Потупчик. Пресс-секретарь Путина Дмитрий Песков заявил, что администрация президента не имеет отношения к этому календарю и он является частной инициативой Потупчик.
Календарь был отпечатан тиражом в 50 тысяч экземпляров и продавался в сети магазинов «Ашан». Календарь стал одним из самых известных российских политических календарей с сексуальными женщинами, а новость о нём была распространена крупнейшими новостными агентствами мира.

## Оценки
Календарь выполнен в стиле «порношик» и является примером превращения в товар полуобнажённого женского тела. По мнению гендерного исследователя Евгении Ивановой, календарь доставляет сообщение, что участие женщин в политике сводится к сексуальной доступности, а роль журналистов — к поддержке действующего правительства.
Филолог Елена Гапова отмечает в календаре для Путина следы карнавализации по Бахтину: превращение в карнавал позволяет подавить гнев людей и сублимировать возможные его выплески в политике. Она пишет, что «женщины могут стать видимыми, только раздевшись: одетыми их никто не увидит».